# 北日本自動車大学校
北日本自動車大学校 （きたにほんじどうしゃだいがっこう）は、北海道芦別市上芦別町にある私立専修学校。
国土交通大臣指定自動車整備士養成校。全国自動車大学校・整備専門学校協会加盟校。設置者は、学校法人土岐学園。学生寮あり、食堂あり。

## 設置学科
- 自動車整備科（2年制）- 2級自動車整備士養成課程
- 自動車工学科（4年制）- 1級自動車整備士養成課程

## 所在地
- 北海道芦別市上芦別町118-132

## 沿革
- 1984年 - 専門学校認可
- 1985年 - 1種自動車整備士養成施設認可 北日本自動車工学専門学校 として開校。小型自動車分解整備事業認可
- 1989年〜1990年 - テストコース設置
- 2008年 - 専門学校北日本自動車大学校に校名を変更
- 2019年　自動車販売会社ネクステージと業務提携